# ایوان شرانز
ایوان شرانز (انگلیسی: Ivan Schranz؛ زادهٔ ۱۳ سپتامبر ۱۹۹۳) بازیکن فوتبال اهل اسلواکی است.
از باشگاه‌هایی که در آن بازی کرده‌است می‌توان به باشگاه فوتبال اسپارتا پراگ و باشگاه فوتبال اسپارتاک ترناوا اشاره کرد.
وی همچنین در تیم‌های ملی فوتبال زیر ۲۱ سال اسلواکی، و اسلواکی بازی کرده‌است.